# 森田雄
森田 雄（もりた ゆう、男性、1975年 -）は、日本のユーザーエクスペリエンスディレクター。

## プロフィール
東芝EMIやマイクロソフトなどを経て、2000年に福井信蔵設立のWeb制作会社株式会社ビジネス・アーキテクツに立ち上げメンバーとして参画し2005年より取締役、2009年退職。2010年5月、Webサイトやアプリの企画やデザインを行う株式会社ツルカメを設立し、代表取締役社長に就任。情報アーキテクチャ・ユーザーエクスペリエンスデザイン、アクセシビリティ、ユーザビリティのスペシャリストとして活動中。2012年5月、Webサイトのフロントエンド・サーバサイドの開発を行う株式会社ネコメシを設立し、代表取締役CEOに就任。
日本アドバタイザーズ協会 Web広告研究会が開催している「Webプロデューサー育成初級講座」では、講師として「Webプロデューサーに知っておいてほしいインターネット基礎知識」（2013年）や「おかんでもわかるUXデザイン　～ユーザーエクスペリエンスデザインって何？～」（2014年）などのコマを担当するなど、講演実績多数。
2013年10月より、株式会社KDDIウェブコミュニケーションズの外部顧問団であるクリエイティブ顧問ズ代表を務めていた。
CG-ARTS協会委員。広告電通賞審議会選考委員。米IA Institute会員。

## 人物
- Web制作業界の募集職種として広く使われている「マークアップエンジニア」という呼称を考案した人物[7][8]。なお、のちに「マークアップデザインエンジニア」という呼称へアップデートしている[9][10]。

## 著書など
- 「バカ宇宙地図」[11]の立案
- キーパーソンが見るWeb業界
- UXサムライ

## 受賞など
- 第1回Webグランプリ Web人部門 Web人賞
- web creators 創刊100号(2010年4月号)「Webに影響を与えた人・コト・サイト100選」選出
- The Webby Awards, 2009 Honoree (Internet Archive)
- 2009年度グッドデザイン賞
- 2008年度グッドデザイン賞